# Taphrina crataegi
Taphrina crataegi  (лат.) — вид грибов рода тафрина (Taphrina) отдела аскомицеты (Ascomycota), паразит боярышника (Crataegus). Вызывает гипертрофию и деформацию листьев, побегов, иногда — «ведьмины мётлы».

## Описание
Ткани поражённых листьев растения разрастаются, приобретают красную окраску, края листьев скручиваются. Могут поражаться побеги, чашелистики; редко наблюдается образование «ведьминых мётел».
Мицелий межклеточный, зимующий в тканях ветвей.
Сумчатый слой («гимений») имеет вид беловатого восковидного налёта, развивается на нижней поверхности поражённых листьев и чашелистиков.
Аски восьмиспоровые, цилиндрические или булавовидные с закруглённой или тупой вершиной, размерами 20—26×8—12 мкм. Базальные клетки (см. в статье Тафрина) уплощённые, размерами 6—13×6—15 мкм, находятся на поверхности эпидермы растения.
Аскоспоры округлые, размерами 4—5,5×3,5—4,5 мкм.

## Распространение и хозяева
Типовой хозяин — Боярышник обыкновенный (Crataegus laevigata), заражает и другие виды. Taphrina crataegi распространена в Европе от Британских островов до Смоленской области России, главным образом в северных, центральных и восточных регионах, а также в Закавказье (Грузия, Армения). В России гриб отмечен на боярышнике кроваво-красном (Crataegus sanguinea).

## Близкие виды
- Тафрина пузырчатая (Taphrina bullata) отличается размерами асков, встречается на груше и близких к ней видах.